# Sverige i olympiska sommarspelen 1896
Sverige i de första olympiska sommarspelen 1896. Sverige var under den tiden i union med Norge och skickade en idrottare till spelen 1896. Han deltog i friidrott och gymnastik. Han tog dock ingen medalj (slutade som bäst fyra i höjdhoppet) och Sverige blev därför medaljlöst i dessa spel.

## Resultat

### Friidrott
| Gren      | Placering | Tävlande       | Heat  | Final           |
| --------- | --------- | -------------- | ----- | --------------- |
|           |           |                |       |                 |
| 100 meter | –         | Henrik Sjöberg | okänt | Avancerade inte |
|           |           |                |       |                 |

| Gren      | Placering | Tävlande       | Resultat |
| --------- | --------- | -------------- | -------- |
|           |           |                |          |
| Längdhopp | –         | Henrik Sjöberg | Okänt    |
|           |           |                |          |
| Höjdhopp  | 4:e       | Henrik Sjöberg | 1,60     |
|           |           |                |          |
| Diskus    | –         | Henrik Sjöberg | Okänt    |
|           |           |                |          |

### Gymnastik
Sjöberg fick ingen placering i gymnastiken.
| Gren | Placering | Gymnast        |
| ---- | --------- | -------------- |
|      |           |                |
| Hopp | –         | Henrik Sjöberg |
|      |           |                |